# Vera Weizmann
Pour les articles homonymes, voir Weizmann.
Vera Weizmann (hébreu : ורה ויצמן), née le 27 novembre 1881 à Rostov, dans l'Empire russe, et morte le 24 septembre 1966 à Londres, est une médecin et une militante sioniste.
Elle est l'épouse de Chaim Weizmann, le premier président de l'État d'Israël.

## Biographie
Vera Chatzman naît dans la ville de Rostov, dans l'Empire russe. Elle est la fille d'Isaïe (Isaiah) et de Feodosia  Chatzman. Elle étudie la musique puis la médecine à Genève, en Suisse. Elle y rencontre Chaim Weizmann dans l'association sioniste de l'université. 
En 1906, elle épouse Weizmann à Zoppot, en Prusse (aujourd'hui Sopot, en Pologne). Ils s'installent à Manchester, en Angleterre, et ont deux fils, Benjamin, en 1907, et Michael en 1916. La famille Weizmann vit à Manchester jusqu'en 1937. En 1913, Vera Weizmann obtient l'autorisation de pratiquer et travaille dès lors en tant que pédiatre à l'hôpital public, où elle développe notamment de nouvelles techniques pour l'alimentation des nourrissons
En 1916, pendant la Première Guerre mondiale, Weizmann quitte son travail pour suivre son mari, nommé conseiller scientifique en chimie de l'Amirauté britannique. En 1920, elle est l'une des fondatrices de l'Organisation internationale des femmes sionistes (WIZO), dont elle sera la présidente, en alternance avec Israel Sieff, pendant quarante ans. 
À la fin des années 1930, le couple s'installe en Palestine mandataire. Lorsque la Seconde Guerre mondiale éclate en 1939, elle consacre tous ses efforts à l'organisation Aliyat Hanoar, qui cherche à évacuer les enfants juifs menacés par les Nazis. Michael Weizmann, le plus jeune des fils, sert en tant que pilote de la Royal Air Force pendant la Seconde Guerre mondiale. Il est tué en 1942 au-dessus du golfe de Gascogne. 
Au moment de la déclaration d'indépendance en 1948, Chaim Weizmann est nommé président du Conseil d'État provisoire, puis il est élu premier président de l'État d'Israël, un titre purement honorifique, le 17 février 1949. Vera Weizmann devient première dame.
Pendant la guerre israélo-arabe de 1948-1949, Vera Weizmann œuvre au soin des soldats blessés. Elle crée et dirige l'Association des anciens combattants handicapés de la guerre d'indépendance. Elle met également en place deux centres pour la réhabilitation des soldats blessés, Beit Kay à Nahariya et le département de réadaptation à l'hôpital de Tel Hashomer. Weizmann soutient et préside de nombreuses autres organisations bénévoles, notamment le Magen David Adom, l'antenne israélienne de la Croix-Rouge.
En 1948, le couple s'installe dans la maison Weizmann (en), construite à Rehovot au sein de l’Institut Weizmann que Chaim Weizmann a fondé en 1934. Chaim Weizmann meurt en 1952. Vera Weizmann meurt en 1966 à Londres, à 84 ans.

## Galerie

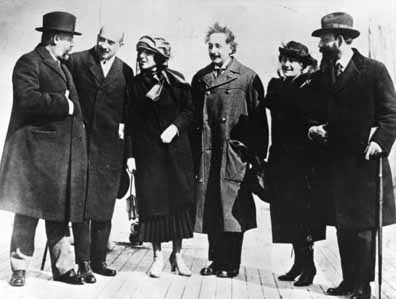
Albert Einstein et sa femme Elsa Einstein (au centre) avec les dirigeants sionistes Menahem Ussishkin, Chaim Weizmann, Vera Weizmann et Ben-Zion Mossinson, à New York en 1921.
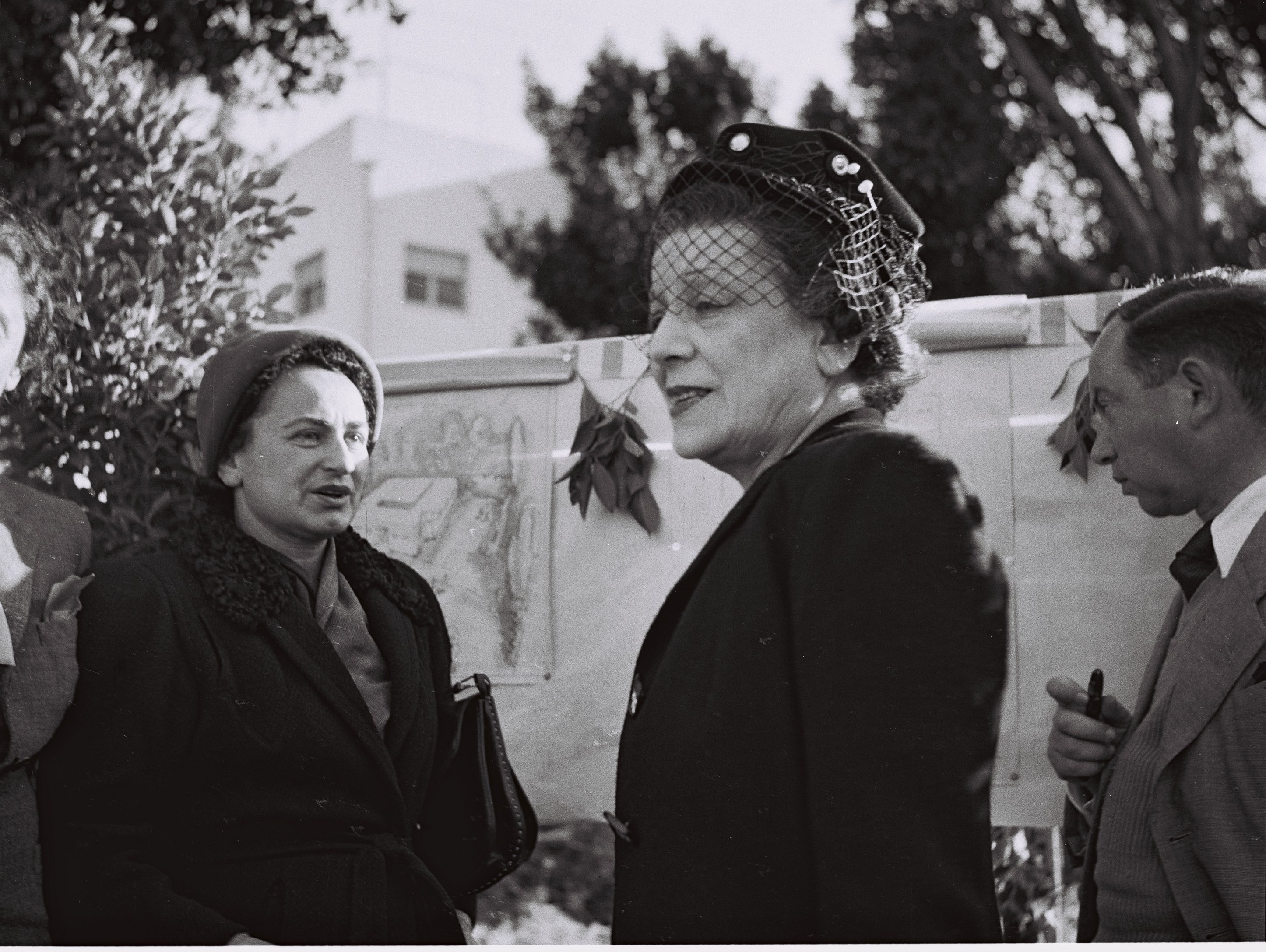
Vera Weizmann, en 1946.
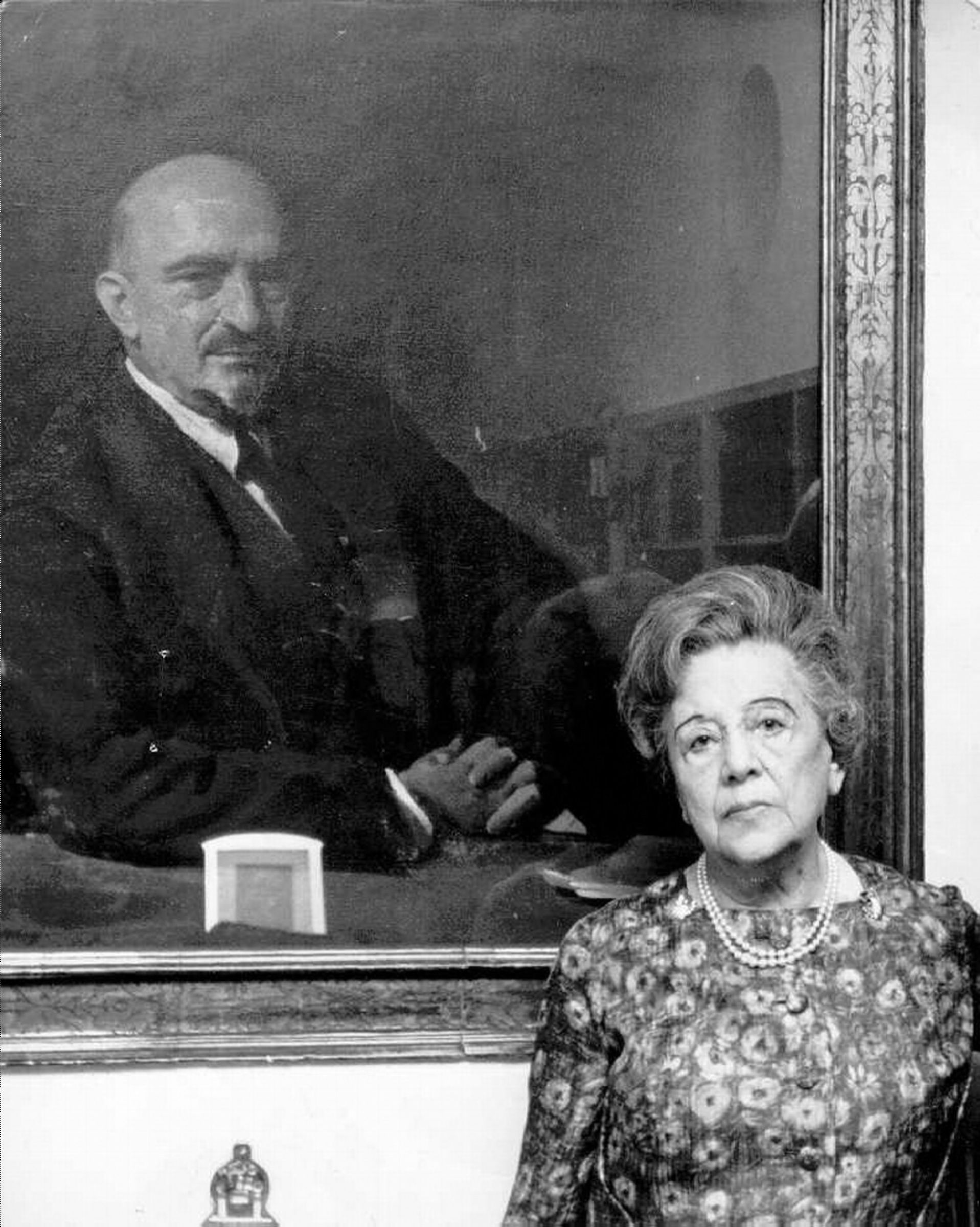
Vera Weizmann devant le portrait de son mari, vers 1955.